# Phlogiellus baeri
Phlogiellus baeri é uma espécie de aranha pertencente à família Theraphosidae (tarântulas).